# T.O.T.S. - Trasporto Organizzato Teneri Supercuccioli
T.O.T.S. - Trasporto Organizzato Teneri Supercuccioli (T.O.T.S. - Tiny Ones Transport Service) è una serie animata americana creata da Travis Braun (già creatore di Vampirina) e trasmessa su Disney Junior dal 14 giugno 2019 al 10 giugno 2020. In Italia viene trasmessa dal 16 settembre 2019 su Disney Junior e in chiaro dal 21 giugno 2020 su Rai Yoyo.

## Trama
Il pinguino Pip e il fenicottero Freddy sono due piloti in prova presso la T.O.T.S. (Trasporto Organizzato Teneri Supercuccioli), una compagnia che si occupa di trasportare i cuccioli alle famiglie di tutto il mondo, composta perlopiù da cicogne (Pip e Freddy sono gli unici a non esserlo). Qui i nostri protagonisti imparano a occuparsi dei cuccioli che dovranno trasportare.

## Episodi
| Stagione         | Episodi | Prima TV originale | Prima TV Italia |
| ---------------- | ------- | ------------------ | --------------- |
| Prima stagione   | 25      | 2019-2020          | 2019-2020       |
| Seconda stagione | 25      | 2020-2021          | 2021            |
| Terza stagione   | 25      | 2021-2022          | 2023            |

## Personaggi e doppiatori
| Personaggio     | Doppiatore originale                                         | Doppiatore italiano                           |
| --------------- | ------------------------------------------------------------ | --------------------------------------------- |
| Pip             | Jet Jurgensmeyer (stagioni 1-2) Tucker Chandler (stagione 3) | Lorenzo D'Agata Simone Iuè (canto)            |
| Freddy          | Christian J. Simon                                           | Lorenzo Crisci (voce) Riccardo Suarez (canto) |
| Bodhi           | Parvesh Cheena                                               | Fabrizio Manfredi                             |
| Paulie          | Dee Bradley Baker                                            | Gabriele Lopez                                |
| Mr. Woodbird    | Eric Bauza                                                   | Luigi Ferraro                                 |
| Mia             | Charlie Townsend                                             | Matilde Ferraro                               |
| J.P.            | Henri Lubatti                                                | Emiliano Coltorti                             |
| Captain Beakman | Vanessa L. Williams                                          | Francesca Fiorentini                          |